# 马丁·卡格尔
马丁·卡格尔（德語：Martin Kargl，1912年12月30日—1946年5月20日），奥地利男子足球运动员，司职后卫。他曾代表奥地利国奥队参加1936年夏季奥林匹克运动会足球比赛，获得一枚银牌。